# 赤坂台 (堺市)
赤坂台（あかさかだい）は、大阪府堺市南区の泉北ニュータウン光明池地区にある住区。
現行行政地名は赤坂台一丁から赤坂台六丁。住居表示は実施済み。

## 概要
泉北ニュータウン光明池地区で最初にまちびらきが行われた住区である。「赤坂」という小字の名から赤坂台と名付けられた。

## 歴史
- 1975年4月 - まちびらき[5]

## 人口・世帯数
2021年（令和3年）12月末現在における赤坂台の人口と世帯数は以下の通りである。
| 丁         | 世帯数    | 人口    |
| ---------- | --------- | ------- |
| 赤坂台一丁 | 595世帯   | 1,349人 |
| 赤坂台二丁 | 222世帯   | 471人   |
| 赤坂台三丁 | 791世帯   | 1,446人 |
| 赤坂台四丁 | 352世帯   | 907人   |
| 赤坂台五丁 | 571世帯   | 1,288人 |
| 赤坂台六丁 | 750世帯   | 1,599人 |
| 合計       | 3,281世帯 | 7,060人 |

## 小・中学校の校区
市立小・中学校に通う場合、校区は以下の通りとなる。
| 丁         | 番   | 小学校             | 中学校             |
| ---------- | ---- | ------------------ | ------------------ |
| 赤坂台一丁 | 全域 | 堺市立赤坂台小学校 | 堺市立赤坂台中学校 |
| 赤坂台二丁 | 全域 | 堺市立赤坂台小学校 | 堺市立赤坂台中学校 |
| 赤坂台三丁 | 全域 | 堺市立赤坂台小学校 | 堺市立赤坂台中学校 |
| 赤坂台四丁 | 全域 | 堺市立赤坂台小学校 | 堺市立赤坂台中学校 |
| 赤坂台五丁 | 全域 | 堺市立赤坂台小学校 | 堺市立赤坂台中学校 |
| 赤坂台六丁 | 全域 | 堺市立赤坂台小学校 | 堺市立赤坂台中学校 |

## 交通

### バス
全て南海バスが運行している。

#### 泉北光明池地区線
- 309系統：泉ヶ丘駅 - 光明池駅 - 赤坂台右回り・赤坂台左回り - 光明池駅
- 309系統：光明池駅 - 赤坂台右回り・赤坂台左回り - 光明池駅
- 309L系統：泉ヶ丘駅 - 光明池駅 - 赤坂台右回り・赤坂台左回り - 光明池駅 - 泉ヶ丘駅

#### 停留所
- 赤坂台一丁南
- 赤坂台一丁
- 赤坂台六丁
- 赤坂台五丁
- 赤坂台センター
- 赤坂台小学校前
- 赤坂台三丁
- 赤坂台四丁

### 道路
- 大阪府道208号堺泉北環状線

## 施設

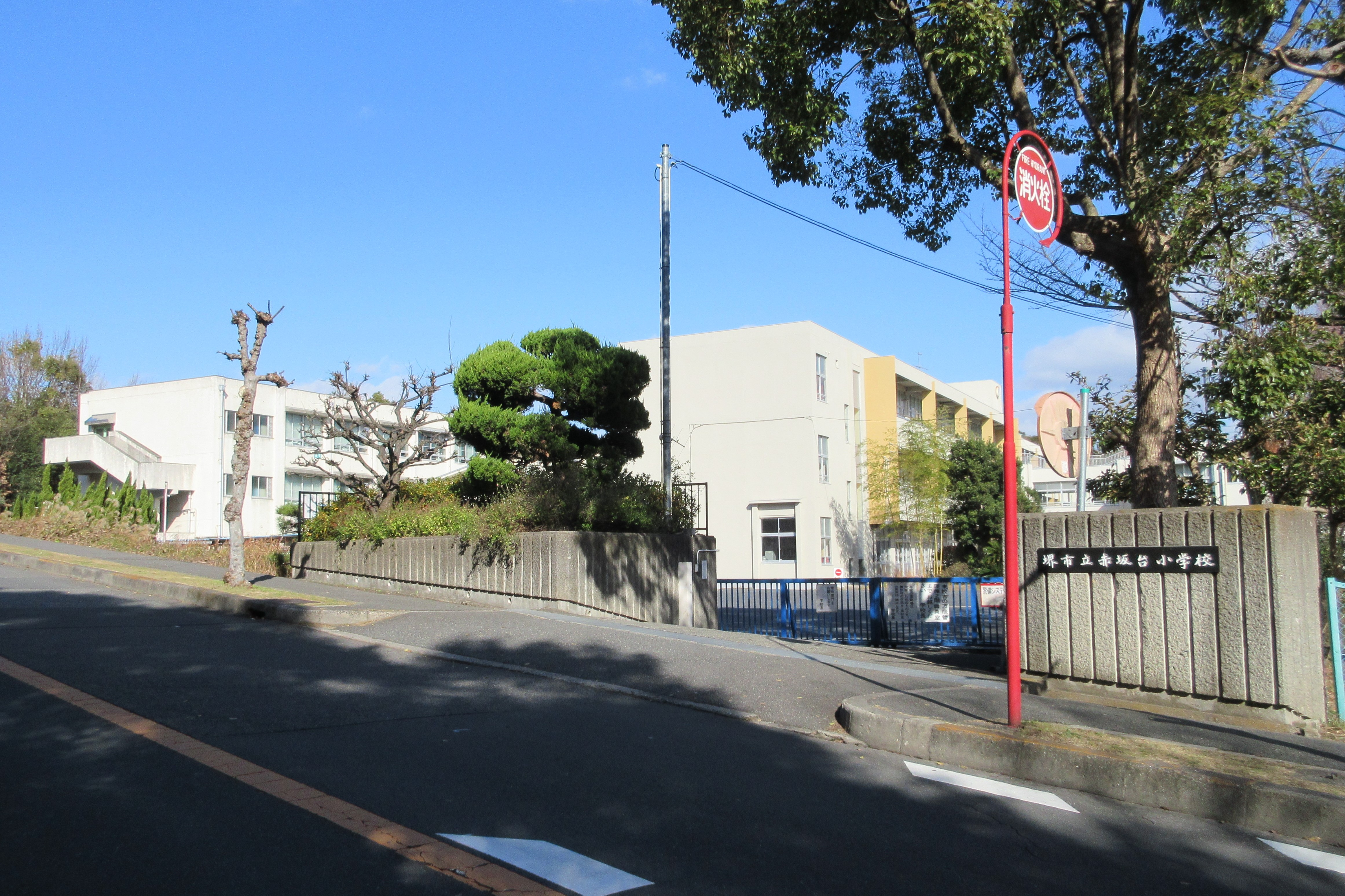
堺市立赤坂台小学校

- 堺市立赤坂台中学校 - 赤坂台2丁1番1号[9]
- 堺市立赤坂台小学校 - 赤坂台2丁2番1号[9]
- 泉北赤坂台郵便局 - 赤坂台2丁5番3-101号[10]
- 赤坂公園 - 赤坂台2丁4番[11]